# 176610 Nunez
176610 Nunez è un asteroide della fascia principale. Scoperto nel 2002, presenta un'orbita caratterizzata da un semiasse maggiore pari a 2,2440639 au e da un'eccentricità di 0,1550210, inclinata di 1,84333° rispetto all'eclittica.